# 2. česká hokejová liga 2018/2019
Sezóna 2018/19 byla 26. ročníkem 2. české hokejové ligy. Soutěže se zúčastnilo celkem 28 týmů. Tato hokejová soutěž je 3. nejvyšší hokejovou soutěží v České republice . Nejvyšší soutěží je Tipsport Extraliga, druhou nejvyšší soutěží je pak Chance Liga, tato stránka pojednává o třetí nejvyšší hokejové soutěži v České republice.
WSM Liga započala proces postupného rozšiřování, tudíž žádný tým z ní do 2. hokejové ligy nesestoupil. Nopak do WSM ligy postoupil tým HC RT Torax Poruba. Jediným sestupujícím týmem ze 2. ligy se stalo družstvo HC Most, které ani nedokončilo předcházející ročník a po existenčních problémech pokračuje v propadu. 
Nováčky ve 2. české hokejové lize byly 2 postoupivší týmy z krajských přeborů, a to Mostečtí lvi z Ústeckého kraje a HC Orli Orlová 1930 z Moravskoslezské krajské ligy, kteří získali licenci od vítěze své krajské ligy HC Studénka.

## Nový formát soutěže
V pátek 1. června 2018 se konal aktiv 28 účastníků tohoto ročníku 2. ligy, který rozhodl o velkých změnách, po kterých delší dobu volaly kluby i širší hokejová veřejnost. Rozhodnutí aktivu musí ještě schválit Český svaz ledního hokeje.

### Základní část
Všech 28 celků bylo rozdělených do čtyř sedmičlenných skupin. Ke skupinám Západ, Střed a Východ přibyla ještě skupina Jih a skupina Západ se přejmenovala na skupinu Střed. Skupiny byly zároveň spárovány do jakýchsi „konferencí“, kdy skupina Sever tvoří pár se skupinou Střed a druhý pár tvoří skupiny Jih a Východ.
Každý účastník v základní části sehraje 38 zápasů. 24 z nich čtyřkolově v rámci své skupiny, zbylých 14 pak dvoukolově s týmy z párové skupiny. 

### Play off
Do play off postoupí z každé skupiny 4 nejlepší, celkem tedy 16 týmů. To je o 6 méně než v minulé sezoně, kdy pouze 6 týmů z celé soutěže do play-off neprošlo. Základní část tak nabere na důležitosti. 
Týmy se v osmifinále utkají křížem s týmy z párové skupiny. Například vítěz skupiny Sever se utká se čtvrtým týmem skupiny Střed. Hraje se v sériích na 3 vítězné zápasy. Poprvé v české historii také 2. liga pozná jediného vítěze.

### Kvalifikace o 1. ligu
Systém kvalifikace o 3 účastnících, který se hrál až do minulého ročníku, byl jako takový  pro malý počet utkání (celkem 4 kola, 2× každý s každým) zrušen.
Nahradí ho atraktivnější finále vítězů „konferencí“, hrané na 4 vítězná utkání. Rozhodnout tedy může, podobně jako v extralize nebo Stanley Cupu, až 7. duel. 

### Souboj o udržení
Nejhorší dva týmy z posledních míst se spolu střetnou o udržení. Sestupuje jeden tým.

## Přehled účastníků po reorganizaci
Zdroj https://web.archive.org/web/20180617192610/http://cslh.cz/souteze/3-2liga.html
Skupina Sever: HC Kobra Praha, HC Děčín, HC Řisuty, HC Baník Sokolov, HC Draci Bílina, HC Klatovy, Mostečtí lvi (nováček)
Skupina Střed: SC Kolín, NED Hockey Nymburk, Havlíčkův Brod, HC Rodos Dvůr Králové nad Labem, HC Vlci Jablonec nad Nisou, HC Vrchlabí, Letňany
Skupina Východ: Draci Šumperk, SHK Hodonín, HC Orli Orlová 1930 (nováček), HC Slezan Opava, HK Nový Jičín, HC Bobři Valašské Meziříčí, HC Tatra Kopřivnice
Skupina Jih: HC David Servis České Budějovice, IHC Písek, HC Lední Medvědi Pelhřimov, BK Havlíčkův Brod, HC Moravské Budějovice 2005, SKLH Žďár nad Sázavou, HC Tábor

## Základní část
| Vysvětlivka                   |
| ----------------------------- |
| Postup do osmifinále play off |
| Tým vyřazen                   |
| Boj o udržení                 |

### Skupina sever
| Poř. | Tým              | Z  | V  | VP | PP | P  | VG  | OG  | B  |
| ---- | ---------------- | -- | -- | -- | -- | -- | --- | --- | -- |
| 1.   | HC Baník Sokolov | 38 | 28 | 1  | 3  | 6  | 185 | 72  | 89 |
| 2.   | HC Klatovy       | 38 | 19 | 6  | 3  | 10 | 140 | 123 | 71 |
| 3.   | Mostečtí lvi     | 38 | 16 | 3  | 3  | 16 | 179 | 178 | 57 |
| 4.   | HC Děčín         | 38 | 13 | 3  | 5  | 17 | 152 | 171 | 50 |
| 5.   | HC Kobra Praha   | 38 | 13 | 3  | 4  | 18 | 141 | 159 | 49 |
| 6.   | HC Řisuty        | 38 | 10 | 4  | 2  | 22 | 130 | 179 | 40 |
| 7.   | HC Bílina        | 38 | 6  | 3  | 3  | 26 | 132 | 226 | 27 |

### Skupina střed
| Poř. | Tým                             | Z  | V  | VP | PP | P  | VG  | OG  | B  |
| ---- | ------------------------------- | -- | -- | -- | -- | -- | --- | --- | -- |
| 1.   | HC Stadion Vrchlabí             | 38 | 24 | 3  | 1  | 10 | 138 | 86  | 79 |
| 2.   | HC Vlci Jablonec nad Nisou      | 38 | 24 | 2  | 2  | 11 | 172 | 128 | 75 |
| 3.   | SC Kolín                        | 38 | 19 | 2  | 3  | 14 | 142 | 108 | 64 |
| 4.   | NED Hockey Nymburk              | 38 | 18 | 3  | 2  | 15 | 134 | 125 | 62 |
| 5.   | HC Trutnov                      | 38 | 14 | 5  | 5  | 14 | 122 | 133 | 57 |
| 6.   | HC RODOS Dvůr Králové nad Labem | 38 | 15 | 3  | 4  | 16 | 144 | 135 | 55 |
| 7.   | HC Letci Letňany                | 38 | 6  | 1  | 2  | 29 | 86  | 174 | 22 |

### Skupina východ
| Poř. | Tým                        | Z  | V  | VP | PP | P  | VG  | OG  | B  |
| ---- | -------------------------- | -- | -- | -- | -- | -- | --- | --- | -- |
| 1.   | Draci Šumperk              | 38 | 22 | 4  | 3  | 9  | 151 | 90  | 77 |
| 2.   | SHK Hodonín                | 38 | 32 | 2  | 3  | 10 | 180 | 120 | 76 |
| 3.   | HC Bobři Valašské Meziříčí | 38 | 21 | 4  | 3  | 10 | 146 | 113 | 74 |
| 4.   | HC Tatra Kopřivnice        | 38 | 17 | 5  | 0  | 16 | 137 | 132 | 61 |
| 5.   | HC Slezan Opava            | 38 | 12 | 6  | 6  | 14 | 133 | 123 | 54 |
| 6.   | HK Nový Jičín              | 38 | 12 | 5  | 3  | 18 | 109 | 136 | 49 |
| 7.   | HC Orli Orlová 1930        | 38 | 9  | 1  | 4  | 24 | 116 | 175 | 33 |

### Skupina jih
| Poř. | Tým                              | Z  | V  | VP | PP | P  | VG  | OG  | B  |
| ---- | -------------------------------- | -- | -- | -- | -- | -- | --- | --- | -- |
| 1.   | BK Havlíčkův Brod                | 38 | 26 | 1  | 2  | 9  | 176 | 108 | 82 |
| 2.   | SKLH Žďár nad Sázavou            | 38 | 23 | 3  | 4  | 8  | 168 | 110 | 79 |
| 3.   | HC Moravské Budějovice 2005      | 38 | 24 | 2  | 2  | 10 | 140 | 98  | 78 |
| 4.   | IHC Písek                        | 38 | 14 | 2  | 3  | 19 | 117 | 150 | 49 |
| 5.   | HC David Servis České Budějovice | 38 | 12 | 0  | 1  | 25 | 123 | 182 | 37 |
| 6.   | HC Tábor                         | 38 | 8  | 2  | 2  | 26 | 102 | 163 | 30 |
| 7.   | HC Lední Medvědi Pelhřimov       | 38 | 4  | 2  | 3  | 29 | 103 | 201 | 19 |

## Play-off

### Pavouk
|  | Osmifinále                 | Osmifinále                 |                        |   | Čtvrtfinále | Čtvrtfinále |  |  | Semifinále | Semifinále |  |  | Finále | Finále |
|  |                            |                            |                        |   |             |             |  |  |            |            |  |  |        |        |
|  |                            |                            |                        |   |             |             |  |  |            |            |  |  |        |        |
|  |                            |                            |                        |   |             |             |  |  |            |            |  |  |        |        |
|  | HC Baník Sokolov           | 3                          |                        |   |             |             |  |  |            |            |  |  |        |        |
|  | HC Baník Sokolov           | 3                          |                        |   |             |             |  |  |            |            |  |  |        |        |
|  | NED Hockey Nymburk         | 0                          |                        |   |             |             |  |  |            |            |  |  |        |        |
|  | NED Hockey Nymburk         | 0                          | HC Baník Sokolov       | 3 |             |             |  |  |            |            |  |  |        |        |
|  |                            |                            | HC Baník Sokolov       | 3 |             |             |  |  |            |            |  |  |        |        |
|  |                            | Mostečtí lvi               | 0                      |   |             |             |  |  |            |            |  |  |        |        |
|  | HC Vlci Jablonec nad Nisou | Mostečtí lvi               | 0                      | 1 |             |             |  |  |            |            |  |  |        |        |
|  | HC Vlci Jablonec nad Nisou |                            |                        | 1 |             |             |  |  |            |            |  |  |        |        |
|  | Mostečtí lvi               | 3                          |                        |   |             |             |  |  |            |            |  |  |        |        |
|  | Mostečtí lvi               | 3                          | HC Baník Sokolov       | 3 |             |             |  |  |            |            |  |  |        |        |
|  |                            |                            | HC Baník Sokolov       | 3 |             |             |  |  |            |            |  |  |        |        |
|  |                            | HC Stadion Vrchlabí        | 2                      |   |             |             |  |  |            |            |  |  |        |        |
|  | HC Stadion Vrchlabí        | HC Stadion Vrchlabí        | 2                      | 3 |             |             |  |  |            |            |  |  |        |        |
|  | HC Stadion Vrchlabí        |                            |                        | 3 |             |             |  |  |            |            |  |  |        |        |
|  | HC Děčín                   | 0                          |                        |   |             |             |  |  |            |            |  |  |        |        |
|  | HC Děčín                   | 0                          | HC Stadion Vrchlabí    | 3 |             |             |  |  |            |            |  |  |        |        |
|  |                            |                            | HC Stadion Vrchlabí    | 3 |             |             |  |  |            |            |  |  |        |        |
|  |                            | SC Kolín                   | 1                      |   |             |             |  |  |            |            |  |  |        |        |
|  | HC Klatovy                 | SC Kolín                   | 1                      | 0 |             |             |  |  |            |            |  |  |        |        |
|  | HC Klatovy                 |                            |                        | 0 |             |             |  |  |            |            |  |  |        |        |
|  | SC Kolín                   | 3                          |                        |   |             |             |  |  |            |            |  |  |        |        |
|  | SC Kolín                   | 3                          | HC Baník Sokolov       | 4 |             |             |  |  |            |            |  |  |        |        |
|  |                            |                            | HC Baník Sokolov       | 4 |             |             |  |  |            |            |  |  |        |        |
|  |                            | HC Moravské Budějovice     | 0                      |   |             |             |  |  |            |            |  |  |        |        |
|  | Draci Šumperk              | HC Moravské Budějovice     | 0                      | 3 |             |             |  |  |            |            |  |  |        |        |
|  | Draci Šumperk              |                            |                        | 3 |             |             |  |  |            |            |  |  |        |        |
|  | IHC Písek                  | 2                          |                        |   |             |             |  |  |            |            |  |  |        |        |
|  | IHC Písek                  | 2                          | Draci Šumperk          | 1 |             |             |  |  |            |            |  |  |        |        |
|  |                            |                            | Draci Šumperk          | 1 |             |             |  |  |            |            |  |  |        |        |
|  |                            | HC Moravské Budějovice     | 3                      |   |             |             |  |  |            |            |  |  |        |        |
|  | SHK Hodonín                | HC Moravské Budějovice     | 3                      | 2 |             |             |  |  |            |            |  |  |        |        |
|  | SHK Hodonín                |                            |                        | 2 |             |             |  |  |            |            |  |  |        |        |
|  | HC Moravské Budějovice     | 3                          |                        |   |             |             |  |  |            |            |  |  |        |        |
|  | HC Moravské Budějovice     | 3                          | HC Moravské Budějovice | 3 |             |             |  |  |            |            |  |  |        |        |
|  |                            |                            | HC Moravské Budějovice | 3 |             |             |  |  |            |            |  |  |        |        |
|  |                            | BK Havlíčkův Brod          | 0                      |   |             |             |  |  |            |            |  |  |        |        |
|  | BK Havlíčkův Brod          | BK Havlíčkův Brod          | 0                      | 3 |             |             |  |  |            |            |  |  |        |        |
|  | BK Havlíčkův Brod          |                            |                        | 3 |             |             |  |  |            |            |  |  |        |        |
|  | HC Tatra Kopřivnice        | 2                          |                        |   |             |             |  |  |            |            |  |  |        |        |
|  | HC Tatra Kopřivnice        | 2                          | BK Havlíčkův Brod      | 3 |             |             |  |  |            |            |  |  |        |        |
|  |                            |                            | BK Havlíčkův Brod      | 3 |             |             |  |  |            |            |  |  |        |        |
|  |                            | HC Bobři Valašské Meziříčí | 1                      |   |             |             |  |  |            |            |  |  |        |        |
|  | SKLH Žďár nad Sázavou      | HC Bobři Valašské Meziříčí | 1                      | 1 |             |             |  |  |            |            |  |  |        |        |
|  | SKLH Žďár nad Sázavou      |                            |                        | 1 |             |             |  |  |            |            |  |  |        |        |
|  | HC Bobři Valašské Meziříčí | 3                          |                        |   |             |             |  |  |            |            |  |  |        |        |
|  | HC Bobři Valašské Meziříčí | 3                          |                        |   |             |             |  |  |            |            |  |  |        |        |

## Čtvrtfinále

### Sever+Střed

#### HC Baník Sokolov (1.Se) - NED Hockey Nymburk (4.St)
- HC Baník Sokolov - NED Hockey Nymburk 5:0 (1:0, 2:0, 2:0)
- NED Hockey Nymburk - HC Baník Sokolov 1:4 (0:1, 1:1. 0:2)
- HC Baník Sokolov - NED Hockey Nymburk 8:0 (0:0, 2:0, 6:0)

Konečný stav série 3:0 na zápasy pro HC Baník Sokolov

#### HC Klatovy (2.Se) - SC Kolín (3.St)
- HC Klatovy - SC Kolín 1:4 (1:0, 0:1, 0:3)
- SC Kolín -  HC Klatovy 4:3 PP (2:1, 1:1, 0:1 - 1:0)
- HC Klatovy - SC Kolín 2:4 (0:3, 1:0, 1:1)

Konečný stav série 0:3 na zápasy pro SC Kolín

#### HC Stadion Vrchlabí (1.St)-  HC Děčín (4.Se)
- HC Stadion Vrchlabí -  HC Děčín 5:2 (1:0, 2:0, 2:2)
- HC Děčín- HC Stadion Vrchlabí 4:5 (2:2, 1:0, 1:3)
- HC Stadion Vrchlabí-  HC Děčín 3:1 (1:0, 1:0, 1:1)

Konečný stav série 3:0 na zápasy pro HC Stadion Vrchlabí

#### HC Vlci Jablonec nad Nisou (2.St) - Mostečtí lvi (3.Se)
- HC Vlci Jablonec nad Nisou - Mostečtí lvi 3:4 (1:3, 1:1, 1:0)
- Mostečtí lvi - HC Vlci Jablonec nad Nisou 4:3 (1:2, 1:1, 2:0)
- HC Vlci Jablonec nad Nisou - Mostečtí lvi 9:1 (3:0, 4:0, 2:1)
- Mostečtí lvi - HC Vlci Jablonec nad Nisou 8:1 (3:0, 1:1, 4:0)

Konečný stav série 1:3 na zápasy pro Mostečtí lvi

### Východ+Jih

#### Draci Šumperk (1.V) - IHC Písek (4.J)
- Draci Šumperk -  IHC Písek 5:1 (0:0, 1:0, 4:1)
- IHC Písek - Draci Šumperk 3:2 (0:1, 0:1, 3:0)
- Draci Šumperk -  IHC Písek 6:0 (2:0, 3:0, 1:0)
- IHC Písek] - Draci Šumperk 3:2 SN (1:0, 0:1, 1:1 - 0:0 - 1:0)
- Draci Šumperk -  IHC Písek 6:1 (1:0, 3:0, 2:1)

Konečný stav série 3:2 na zápasy pro Draci Šumperk

#### SHK Hodonín (2.V) - HC Moravské Budějovice 2005 (3.J)
- SHK Hodonín - HC Moravské Budějovice 2005 3:1 (0:0, 3:0, 0:1)
- HC Moravské Budějovice 2005 - SHK Hodonín 4:2 (2:1, 1:0, 1:1)
- SHK Hodonín - HC Moravské Budějovice 2005 4:2 (0:1, 3:1, 1:0)
- HC Moravské Budějovice 2005- SHK Hodonín 2:1 (0:0, 0:1, 2:0)
- SHK Hodonín - HC Moravské Budějovice 2005 2:4 (0:1, 1:2, 1:1)

Konečný stav série 2:3 na zápasy pro HC Moravské Budějovice 2005

#### BK Havlíčkův Brod(1.J) - HC Tatra Kopřivnice (4.V)
- BK Havlíčkův Brod - HC Tatra Kopřivnice 4:3 PP (0:2, 1:0, 2:1 - 1:0)
- HC Tatra Kopřivnice - BK Havlíčkův Brod 5:4 PP (2:2, 0:0, 2:2 - 1:0)
- BK Havlíčkův Brod - HC Tatra Kopřivnice 5:4 (0:1, 3:2, 2:1)
- HC Tatra Kopřivnice - BK Havlíčkův Brod 4:3 PP (0:2, 3:1, 0:0 - 1:0)
- BK Havlíčkův Brod - HC Tatra Kopřivnice 7:1 (3:0, 0:1, 4:0)

Konečný stav série 3:2 na zápasy pro BK Havlíčkův Brod

#### SKLH Žďár nad Sázavou (2.J) - HC Bobři Valašské Meziříčí (3.V)
- SKLH Žďár nad Sázavou - HC Bobři Valašské Meziříčí 1:0 (1:0, 0:0, 0:0)
- HC Bobři Valašské Meziříčí - SKLH Žďár nad Sázavou 3:2 PP (1:0, 1:2, 0:0 - 1:0)
- SKLH Žďár nad Sázavou - HC Bobři Valašské Meziříčí 1:5 (0:1, 1:3, 0:1)
- HC Bobři Valašské Meziříčí - SKLH Žďár nad Sázavou 4:2 (2:0, 1:1, 1:1)

Konečný stav série 1:3 na zápasy pro HC Bobři Valašské Meziříčí

## Semifinále

### Sever+Střed

#### HC Baník Sokolov (1.Se) - Mostečtí lvi (3.Se)
- HC Baník Sokolov - Mostečtí lvi 9:5 (3:0, 4:4, 2:1)
- Mostečtí lvi - HC Baník Sokolov 3:4 SN (3:1, 0:2, 0:0 - 0:0, 0:1)
- HC Baník Sokolov - Mostečtí lvi 9:1 (2:0, 5:0, 2:1)

Konečný stav série 3:0 na zápasy pro HC Baník Sokolov

#### HC Stadion Vrchlabí (1.St) - SC Kolín (3.St)
- HC Stadion Vrchlabí -  SC Kolín 4:6 (2:2, 2:3, 0:1)
- SC Kolín - HC Stadion Vrchlabí 1:6 (0:0, 0:3, 1:3)
- HC Stadion Vrchlabí - SC Kolín 2:1 (1:0, 1:0, 0:1)
- SC Kolín - HC Stadion Vrchlabí 2:4 (1:1, 1:1, 0:2)

Konečný stav série 3:1 na zápasy pro HC Stadion Vrchlabí

### Východ+Jih

#### Draci Šumperk (1.V)  - HC Moravské Budějovice 2005 (3.J)
- Draci Šumperk - HC Moravské Budějovice 2005 3:1 (1:1, 0:0, 2:0)
- HC Moravské Budějovice 2005 -  Draci Šumperk 4:3 SN (0:1, 1:1, 2:1 - 0:0, 1:0)
- Draci Šumperk - HC Moravské Budějovice 2005 1:2 (1:1, 0:0, 0:1)
- HC Moravské Budějovice 2005 -  Draci Šumperk 5:2 (1:1, 1:0, 3:1)

Konečný stav série 1:3 na zápasy pro HC Moravské Budějovice 2005

#### BK Havlíčkův Brod(1.J) - HC Bobři Valašské Meziříčí (3.V)
- BK Havlíčkův Brod - HC Bobři Valašské Meziříčí 5:2 (0:2, 3:0, 2:0)
- HC Bobři Valašské Meziříčí - BK Havlíčkův Brod 2:0 (1:0, 1:0, 0:0)
- BK Havlíčkův Brod - HC Bobři Valašské Meziříčí 4:2 (2:0, 1:1, 1:1)
- HC Bobři Valašské Meziříčí -  BK Havlíčkův Brod  2:3 SN  (2:0, 0:1, 0:0 - 0:0, 0:1)

Konečný stav série 3:1 na zápasy pro BK Havlíčkův Brod

## Finále

### Sever+Střed

#### HC Baník Sokolov (1.Se) - HC Stadion Vrchlabí (1.St)
- HC Baník Sokolov - HC Stadion Vrchlabí 4:1 (2:1, 0:0, 2:0)
- HC Stadion Vrchlabí - HC Baník Sokolov 4:1 (1:1, 3:0, 0:0)
- HC Baník Sokolov - HC Stadion Vrchlabí 3:4 SN (0:2, 3:1, 0:0 - 0:0, 0:1)
- HC Stadion Vrchlabí - HC Baník Sokolov 2:5 (2:1, 0:1, 0:3)
- HC Baník Sokolov - HC Stadion Vrchlabí 2:1 (0:1, 1:0, 1:0)

Konečný stav série 3:2 na zápasy pro HC Baník Sokolov

### Východ+Jih

#### BK Havlíčkův Brod(1.J) - HC Moravské Budějovice 2005 (3.J)
- BK Havlíčkův Brod - HC Moravské Budějovice 2005 3:6 (1:1, 2:3, 0:2)
- HC Moravské Budějovice 2005 - BK Havlíčkův Brod 4:1 (2:0, 0:1, 2:0)
- BK Havlíčkův Brod - HC Moravské Budějovice 2005 5:7 (1:3, 0:2, 4:2)

Konečný stav série 0:3 na zápasy pro HC Moravské Budějovice 2005

## Kvalifikace o 1. ligu
Na rozdíl od předchozích kol play off se hraje na 4 vítězná utkání. Vítěz série získává právo účasti v dalším ročníku 1. ligy.

### HC Baník Sokolov (1.Se) - HC Moravské Budějovice 2005 (3.J)
- HC Baník Sokolov - HC Moravské Budějovice 2005 3:2 (1:0, 1:2, 1:0) - komtumace pro HC Baník Sokolov
- HC Moravské Budějovice 2005 - HC Baník Sokolov 2:6 (1:1, 1:2, 0:3) - komtumace pro HC Baník Sokolov
- HC Baník Sokolov - HC Moravské Budějovice 2005 1:4 (1:0, 0:2, 0:2) - komtumace pro HC Baník Sokolov
- HC Moravské Budějovice 2005 - HC Baník Sokolov 1:4 (0:1, 1:1, 0:2)

Konečný stav série 4:0 na zápasy pro HC Baník Sokolov.

## O udržení

### HC Letci Letňany (7.St) - HC Lední Medvědi Pelhřimov (7.J)
- HC Letci Letňany - HC Lední Medvědi Pelhřimov 6:3 (1:1, 2:1, 3:1)
- HC Lední Medvědi Pelhřimov - HC Letci Letňany 5:8 (0:3, 2:3, 3:2)
- HC Letci Letňany - HC Lední Medvědi Pelhřimov 6:3 (2:2, 1:0, 3:1)

Konečný stav série 3:0 na zápasy a udržení se v 2. lize pro HC Letci Letňany

## Kvalifikace o postup do 2. ligy
Zájem o účast v kvalifikaci o postup do 2. ligy projevily pouze týmy HC Slovan Louny (přeborník Ústeckého krajského přeboru), BK Nová Paka (přeborník Královéhradeckého krajského přeboru), HC Vajgar Jindřichův Hradec (přeborník Jihočeského krajského přeboru) a HC Wolves Český Těšín (přeborník Moravskoslezského krajského přeboru). Týmy byly rozlosovány do dvojic, ve kterých se utkají doma a venku. Vítězové získají právo účasti v dalším ročníku 2. ligy.

### První dvojice
- 31. března:
  - HC Slovan Louny - BK Nová Paka 4:3 (1:1, 2:0, 1:2)
- 6. dubna:
  - BK Nová Paka - HC Slovan Louny 6:4 (3:0, 1:2, 2:2)

Právo účasti v dalším ročníku 2. ligy získal tým BK Nová Paka, který zvítězil celkově 9:8.

### Druhá dvojice
- 30. března:
  - HC Wolves Český Těšín - HC Vajgar Jindřichův Hradec 5:2 (2:0, 0:2, 3:0)
- 6. dubna:
  - HC Vajgar Jindřichův Hradec - HC Wolves Český Těšín 3:4 (0:1, 2:3, 1:0)

Právo účasti v dalším ročníku 2. ligy získal tým HC Wolves Český Těšín, který zvítězil v obou utkáních.